# Отряд военной полиции «Кобры»
Отряд военной полиции специального назначения «Кобры» (серб. Одред војне полиције специјалне намене "Кобрe") — сербское специальное подразделение военной полиции Сербской армии, предназначенное для борьбы с терроризмом, охраны и для выполнения специальных операций.
Образован как батальон по решению Федерального секретаря по вопросам национальной обороны (министра обороны Югославии) Николы Любичича в 1978 году. До 1988 года батальон был в составе 281-го батальона ЮНА. В 1999 году у батальона появился символ в виде «крылатой кобры».
Во время Югославских войн батальон принимал участие в боях с британским спецназом SAS, американской морской пехотой и французским иностранным легионом. Во время боёв против SAS потерял одного бойца.
С 2007 года батальон находится в непосредственном подчинении Генерального штаба сербской армии и является частью военной полиции. В батальон входит более 200 человек.
Батальон отвечает за защиту начальника генерального штаба, министра обороны и президента Сербии, а также представителей иностранных должностных лиц, которые посещают Сербию. По оценкам сербского Министерства обороны, батальон являются лучшим специальным подразделением Сербии и одним из наиболее подготовленных специальных подразделений в Европе.
С 2013 года в батальоне в значительной степени представлены женщины. После завершения обучения наравне с мужчинами охраняют VIP.
20 октября 2020 года батальон преобразован в отряд и передан в подчинение непосредственно начальнику Генерального штаба Вооружённых сил Сербии.